# Port Arthur (Tasmánie)
Port Arthur je město a bývalá trestanecká kolonie v Tasmánii, ležící na tasmánském poloostrově tasmánského ostrova, 60 km jižně od hlavního města ostrova Hobart. Dnes je turisty vyhledávaným místem, cílem je skanzen zřízený z bývalé trestanecké věznice. Město bylo pojmenováno po viceguvernérovi Tasmánie George Arthurovi. V letech 1833 až 1850 zde byli umístěni nejtěžší britští a irští zločinci. Později se zde začala stavět věznice, která byla dokončena v roce 1853 a rozšířena v roce 1855. Poloostrov, na kterém se město nachází, je obklopen vodou s množstvím žraloků, trestanci tak neměli možnost uprchnout.